# Donát Zsótér
Donát Zsótér (sinh 6 tháng 1 năm 1996 ở Szeged) là một cầu thủ bóng đá Hungary hiện tại thi đấu cho Újpest FC. Anh cũng là một phần của U-19 Hungary tại Giải bóng đá U-19 vô địch châu Âu 2014 và đội tuyển U-20 tại Giải bóng đá U-20 vô địch thế giới 2015.

## Thống kê câu lạc bộ
| Câu lạc bộ          | Mùa giải            | Giải vô địch | Giải vô địch | Cúp     | Cúp       | Cúp Liên đoàn | Cúp Liên đoàn | Châu Âu | Châu Âu   | Tổng    | Tổng      |
| Câu lạc bộ          | Mùa giải            | Số trận      | Bàn thắng    | Số trận | Bàn thắng | Số trận       | Bàn thắng     | Số trận | Bàn thắng | Số trận | Bàn thắng |
| ------------------- | ------------------- | ------------ | ------------ | ------- | --------- | ------------- | ------------- | ------- | --------- | ------- | --------- |
| Videoton            |                     |              |              |         |           |               |               |         |           |         |           |
| 2012–13             | 0                   | 0            | 2            | 0       | 6         | 0             | 0             | 0       | 8         | 0       |           |
| 2013–14             | 0                   | 0            | 0            | 0       | 5         | 0             | 0             | 0       | 5         | 0       |           |
| Tổng                | 0                   | 0            | 2            | 0       | 11        | 0             | 0             | 0       | 13        | 0       |           |
| Szolnok             |                     |              |              |         |           |               |               |         |           |         |           |
| 2013–14             | 13                  | 3            | 0            | 0       | 0         | 0             | 0             | 0       | 13        | 3       |           |
| Tổng                | 13                  | 3            | 0            | 0       | 0         | 0             | 0             | 0       | 13        | 3       |           |
| Dunaújváros         |                     |              |              |         |           |               |               |         |           |         |           |
| 2014–15             | 10                  | 0            | 0            | 0       | 0         | 0             | –             | –       | 10        | 0       |           |
| 2015–16             | 17                  | 2            | 1            | 0       | –         | –             | –             | –       | 18        | 2       |           |
| Tổng                | 27                  | 2            | 1            | 0       | 0         | 0             | –             | –       | 28        | 2       |           |
| Budapest Honvéd     |                     |              |              |         |           |               |               |         |           |         |           |
| 2016–17             | 22                  | 3            | 3            | 0       | –         | –             | –             | –       | 25        | 3       |           |
| Tổng                | 22                  | 3            | 3            | 0       | –         | –             | –             | –       | 25        | 3       |           |
| Újpest              |                     |              |              |         |           |               |               |         |           |         |           |
| 2017–18             | 27                  | 2            | 4            | 1       | –         | –             | –             | –       | 31        | 3       |           |
| 2018–19             | 32                  | 4            | 3            | 1       | –         | –             | 4             | 2       | 39        | 7       |           |
| 2019–20             | 10                  | 2            | 2            | 0       | –         | –             | –             | –       | 12        | 2       |           |
| Tổng                | 69                  | 8            | 9            | 2       | –         | –             | 4             | 2       | 82        | 12      |           |
| Tổng cộng sự nghiệp | Tổng cộng sự nghiệp | 145          | 16           | 16      | 2         | 15            | 0             | 4       | 2         | 180     | 20        |

Cập nhật theo các trận đấu đã diễn ra tính đến ngày 9 tháng 12 năm 2014.